# Andrea Elsnerová
Andrea Elsnerová (* 5. února 1977, Zábřeh) je česká divadelní, filmová a dabingová herečka, členka souboru Divadla na Vinohradech. Byla oceněna cenou Zlatý Golem na MFF v Praze za vedlejší roli ve filmu Řád.

## Život
Vystudovala herectví na pražské konzervatoři (1996) a nastoupila do angažmá v Městském divadle Mladá Boleslav, od roku 1999 je členkou souboru Vinohradského divadla. V mládí vrhala koulí a běhala závody na 800 metrů. Úspěšně spolupracuje s filmem, televizí, rozhlasem a dabingem. Načítá různé audioknihy. Její nejznámější dabingové role jsou Šmoulinka, Leela (Futurama), Elsa (Ledové království), Teresu Lisbonovou (Mentalista) nebo Lily (Jak jsem poznal vaši matku).Největší popularitu jí zatím přinesla role hospodyně Anděly v televizním seriálu Četnické humoresky (2000, 2003, 2007). Kromě Četnických humoresek účinkovala např. v seriálu Hraběnky nebo ve filmu Klec. Zahrála si i v různých pohádkách Rumplcimprcampr, Elixír a Halíbela, Není houba jako houba nebo Boháč a chudák. 

## Zajímavosti
Ráda čte, maluje a peče sladké. Líbí se jí zpívání Bocelliho. Je dvorní dabérkou Natalie Portman. Stala se kmotrou klubu pro děti v Blížejově. 

## Divadelní role

### Divadlo na Vinohradech

#### Velká scéna
- 1999 Lillian Hellmanová: Podzimní zahrada, režie: Petr Kracik, premiéra: Petr Kracik, premiéra: 24. června 1999, role: Sofie Tuckermanová
- 1999 Friedrich Schiller: Valdštejnova smrt, režie: Petr Kracik, premiéra: 12. listopadu 1999, role: Tekla
- 1999 Carlo Goldoni: Zpívající Benátky, režie: Jiří Menzel, premiéra: 17. prosince 1999, role: Vittoria
- 2000 William Shakespeare: Kupec benátský, režie: Zdeněk Kaloč, premiéra: 12. února 2000, role: Jessika
- 2000 Vladimír Körner: Huncléder (Psí kůže), režie: Juraj Deák, premiéra (první provedení): 28. dubna 2000, role: Rozárka, Eliášova sestra
- 2001 Georges Feydeau: Dáma od Maxima, režie: Oto Ševčík, premiéra: 30. března 2001, role: Číča
- 2001 Neil Simon: Drobečky z perníku, režie: Petr Kracik, premiéra: 22. června 2001, role: Polly Mearová
- 2001 Georges Feydeau: Brouk v hlavě, režie: Jiří Menzel, premiéra: 15. listopadu 1996, role:  Evženie
- 2001 Oscar Wilde: Jak je důležité míti Filipa, režie: Jiří Menzel, premiéra: 10. dubna 1998, role: Cecilie Cardewová
- 2001 Christopher Fry: Dáma není k pálení, režie: Luděk Munzar, premiéra: 19. prosince 2001, role: Alizon Eliotová
- 2002 Jiří Suchý podle Aristofana: Lysistrata, režie: Jiří Menzel, premiéra: 29. května 2002, role: Ariadné
- 2003 Molière: Don Juan, režie: Jiří Menzel, premiéra: 20. února 2003, role: Klára
- 2003 Richard Kalinoski: Měsíční běs, režie: Michael Tarant, premiéra: 27. února 2003, role: Seta
- 2003 Carlo Gozzi: Král jelenem, režie: Petr Svojtka, premiéra: 25. září 2003, role: Clarice, Tartagliova dcera
- 2003 Jean-Claude Grumberg: Krejčovský salon, režie: Petr Novotný, česká premiéra: 5. prosince 2003, role: Simona
- 2004 Brian Friel: Lásky paní Katty, režie: Vladimír Strnisko, premiéra: 27. února 2004, role: Tessa, služebná
- 2005 Charlotte Jones: Pokorný Felix, režie: Jan Novák, premiéra: 21. ledna 2005, role: Rosie Pyelová
- 2005 Torsten Buchsteiner: Tango sólo, režie: Petr Svojtka, světová premiéra: 9. června 2005, role: Nicki
- 2005 David Yazbek – Terrence McNally: Donaha!, režie: Radek Balaš, premiéra: 9. prosince 2005, role: Estelle Genovesová
- 2006 Ken Ludwig: Shakespeare v Hollywoodu, režie: Jana Kališová, česká premiéra: 20. června 2006, role: Lydia Lansingová
- 2006 William Shakespeare: Richard Druhý, režie: Lucie Bělohradská, premiéra: 20. listopadu 2006, role: Královna
- 2007 Joe DiPietro: Famílie aneb Dědictví otců zachovej nám, pane, režie: Martin Stropnický, česká premiéra: 26. ledna 2007, role: Caitlin O´Hare
- 2007 Oscar Wilde: Ideální manžel, režie: Jana Kališová, premiéra: 23. února 2007, role: Slečna Chilternová
- 2007 Friedrich Dürrenmatt: Herkules a Augiášův chlív, režie: Jaroslav Brabec, premiéra: 1. června 2007, role: Deianeira
- 2008 Anton Pavlovič Čechov: Višňový sad, režie: Vladimír Morávek, premiéra: 5. února 2008, role: Aňa
- 2008 Pierre-Augustin Caron de Beaumarchais: Figarova svatba, režie: Radek Balaš, premiéra: 24. dubna 2008, role: Zuzanka
- 2008 Nathaniel Richard Nash: Obchodník s deštěm, režie: Martin Stropnický, premiéra: 8. ledna 2009, role: Líza
- 2009 Leo Birinski: Mumraj, režie: Ivan Rajmont, premiéra: 3. června 2009, role: Máša
- 2012 William Shakespeare: Zkrocení zlé ženy, režie: Juraj Deák, premiéra: 14. prosince 2012, role: Kateřina
- 2013 Hanoch Levin: Nesnesitelné svatby (Krum), režie: Juraj Deák, česká premiéra: 25. října 2013, role: Truda
- 2013 Luigi Pirandello: Jindřich IV., režie: Michal Vajdička, premiéra: 20. prosince 2013, role: Matylda Spina
- 2014 Sławomir Mrożek: Láska na Krymu, režie: Juraj Deák, premiéra: 19. prosince 2014, role: Lili Karlovna Světlovová
- 2015 Jan Vedral: Kašpar H. (Dítě Evropy), režie: Natália Deáková, světová premiéra: 11. září 2015, role: Vévodkyně Stefanie
- 2016 Gabriela Preissová: Její pastorkyňa, režie: Martin Františák, premiéra: 16. září 2016, role: Selka Kolušina
- 2017 Henrik Ibsen: Peer Gynt, režie: Martin Čičvák, premiéra: 17. března 2017, role: Solvejg
- 2017 František Langer: Periferie, režie: Martin Huba, premiéra: 26. května 2017, role: Chór
- 2017 Arthur Miller: Čarodějky ze Salemu, režie: Juraj Deák, premiéra: 20. prosince 2017, role: Elizabeth Proctorová
- 2018 Eurípidés: Ifigenie v Aulidě, režie: Martin Čičvák, premiéra: 16. února 2018, role: Chalkidská žena
- 2018 Josef Topol: Konec masopustu, režie: Martin Františák, premiéra: 19. října 2018, role: Anežka
- 2019 Ingmar Bergman – Jan Vedral: Fanny a Alexandr, režie: Pavel Khek, česká premiéra: 8. března 2019, role: Emílie Ekdahlová
- 2020 Jan Vedral podle Olgy Scheinpflugové: Český román, režie: Radovan Lipus, světová premiéra: 11. září 2020, role: Olga
- 2020 Milan Uhde – Miloš Štědroň: Balada pro banditu, režie: Juraj Deák, premiéra: 2. října 2020, role: Derbaková
- 2022 Karel Kraus – Zdeněk Mahler podle Johanna Nepomuka Nestroye: Provaz o jednom konci, režie: Radovan Lipus, premiéra: 4. března 2022, role: Tereza, komorná
- 2022 Federico García Lorca: Dům Bernardy Alby, režie: Juraj Deák, premiéra: 20. května 2022, role: Angustias
- 2023 Jan Vedral podle Josefa Škvoreckého: Danny Smiřický (Příběhy inženýra lidských duší), režie: Radovan Lipus, světová premiéra: 27. ledna 2023, role: Kanadská badatelka – Kritička – Mladá autorka – Disidentka
- 2024 Tracy Letts: Srpen v zemi indiánů, režie: Petr Svojtka, premiéra: 22. března 2024, role: Barbara Fordhamová
- 2025 Alena Mornštajnová – Jiří Janků: Hana, režie: Petr Svojtka, premiéra: 4. dubna 2025, role: Hana

#### Studiová scéna
- 2005 Joanna Murray-Smith: Mezi úterým a pátkem, režie: Jaroslav Brabec, česká premiéra: 9. května 2005, role: Claudie
- 2009 Marius von Mayenburg: Ošklivec, režie: Natália Deáková, premiéra: 13. března 2009, role: Fanny
- 2015 Lenka Lagronová: Nikdy, režie: Kateřina Dušková, premiéra: 22. října 2015, role: Věra
- 2019 Barbora Hančilová: Za dveřmi, režie: Barbora Mašková, česká premiéra: 31. května 2019, role: Týna

#### Kostel sv. Anny
- 2015 Hugo von Hofmannsthal – Jean Sibelius – Martin Frank: Kdokoli, režie: Jaroslava Šiktancová, premiéra: 19. března 2015, role: Dlužníkova žena – Skutky

### Městské divadlo Mladá Boleslav
- 1997 Pierre Beaumarchais: Figarova svatba, Fanynka, Městské divadlo Mladá Boleslav, režie Jaromír Pleskot
- 1998 Anton Pavlovič Čechov: Tři sestry, Irina, Městské divadlo Mladá Boleslav, režie Jakub Korčák
- 1999 Carlo Goldoni: Poprask na laguně, Lucietta, Městské divadlo Mladá Boleslav, režie Jakub Korčák
- 2000 Tennessee Williams: Sestup Orfeův, Karola Cutrerová (alternace Eva Horká), Městské divadlo Mladá Boleslav, režie Ladislav Vymětal

### Divadlo Miriam
- 2004 Éric-Emmanuel Schmitt: Oskar a Růžová paní, Oskar, Divadlo Miriam, režie Jaromír Pleskot

### Divadlo Na Jezerce
- 2005 Brian Friel: Lásky paní Katty, Tessa, Divadlo Na Jezerce, režie Vladimír Strnisko

## Filmografie
- 2010 Cukrárna
- 2009 Futurama – dabing Leely (Katey Sagal)
- 2009 Šmoulové - dabing Šmoulinky
- 2008 Devatenáct klavírů
- 2008 Mentalista - dabing Teresa Lisbon (Robin Tunney)
- 2008 Kriminálka Anděl
- 2007 Bestiář – dabing Karolíny (Danica Jurčová)
- 2007 Hraběnky – Hanka
- 2006 Rafťáci – dabing Kláry (Andrea Kerestešová)
- 2005 Boháč a chudák – Lukášovo štěstí
- 2005 Jak jsem poznal vaši matku – dabing Lily (Alyson Hanniganová)
- 2005 Povodeň
- 2005 Stříbrná vůně mrazu
- 2003 Iguo Igua
- 2002 Lakomec
- 2001 Elixír a Halíbela – princezna Anýzka
- 1998 Co chytneš v žitě
- 1998 Hříšní lidé města brněnského
- 1997 Černokněžník
- 1997 Četnické humoresky – Anděla Uhlířová, později Rybová
- 1997 Legenda Emöke
- 1997 Rumplcimprcampr – Božidara
- 1997 Svatba
- 1996 Cesta do pekla a zpátky
- 1996 Není houba jako houba
- 1995 Fany – sestřička
- 1995 Kulihrášek a zakletá princezna
- 1995 Život na zámku – sestra Jája
- 1994 Prima sezóna – Marie
- 1994 Řád – Barbora

## Práce pro rozhlas
- 2009 Příběhy z konce světa, sedm povídek z Latinské Ameriky, Připravil a hudbu vybral Jiří Vondráček. Účinkují Andrea Elsnerová a Roman Zach. Režie Aleš Vrzák, Český rozhlas.[5]
- V roce 2018 načetla audioknihu Až tady nebudu (vydala Audiotéka).
- 2019 Neil Simon: Apartmá v hotelu Plaza, třídílné rozhlasové zpracování (1. díl: Host z lepších kruhů, 2. díl: Host z Hollywoodu, 3. díl: Svatební hosté), Překlad: Ivo T. Havlů, hudba: Kryštof Marek, dramaturg: Martin Velíšek, režie: Dimitrij Dudík, premiéra: 29. 12. 2019, hrají: Bára Hrzánová, Igor Bareš, Jan Battěk, Andrea Elsnerová, Lucie Pernetová, Michal Dlouhý, Zuzana Slavíková, Marek Holý, Václav Kopta.[6]
- 2021 Jakuba Katalpa: Zuzanin dech, třináctidílná četba na pokračování Českého rozhlasu, pro rozhlas upravila autorka, v režii Dimitrije Dudíka četla Andrea Elsnerová.[7]

## Ocenění
- Český lev – nominace na „Nejlepší vedlejší ženský herecký výkon“ (1994) – film Řád
- 1995 ocenění Zlatým globem na pražském MFF